# Hubert Czerniawski
Hubert Czerniawski (ur. 10 listopada 2000 w Barlinku) – polski żużlowiec.

## Życiorys
Sport żużlowy uprawiał w latach 2016–2018 reprezentując Stal Gorzów Wielkopolski. W sezonie 2017 zdobył w barwach gorzowskiego klubu brązowy, a w sezonie 2018 – srebrny medal drużynowych mistrzostw Polski.
Pierwsze treningi odbywał na przydomowym torze Bartosza Zmarzlika w Kinicach, na motorze zbudowanym przez jego brata – Pawła. Licencję żużlową uzyskał 25 kwietnia 2016 roku na torze w Opolu wraz z Marcelem Studzińskim i Alanem Szczotką.
W sezonie 2016 występował w rozgrywkach juniorskich. Finalista Brązowego Kasku (2016 – 12. miejsce, 2017 – 5. miejsce), młodzieżowych mistrzostw Polski par klubowych (2016 – 4. miejsce, 2018 - srebrny medal). W tym samym roku reprezentował gorzowski klub w eliminacjach grupowych młodzieżowych drużynowych mistrzostw Polski (2. miejsce), natomiast w sezonie 2018 zdobył wraz z drużyną srebrny medal. Zwyciężył ponadto z drużyną w rozgrywkach młodzieżowych drużynowych mistrzostw wielkopolski oraz – indywidualnie, w finale Nice Cup.
W rozgrywkach ligowych zadebiutował 17 kwietnia 2017 roku w meczu wyjazdowym z Get Well Toruń.
Przed rozpoczęciem sezonu 2019 z powodów zdrowotnych zakończył karierę. W barwach „Stali” pojechał w 25 meczach, w których zdobył 32 punkty.